# Anna Ehlin-Rosenborg
Anna Ehlin-Rosenborg, egentligen Anna Konstantia Rosenborg, ogift Åkerlund, född 18 december 1892 i Hille församling i Gävleborgs län, död 26 juni 1958 i Oscars församling i Stockholm, var en svensk direktör som var VD för Åhlén & Åkerlund 1929–1949.
Anna Ehlin-Rosenborg kom efter genomgången borgarskola och handelsinstitut till brodern Erik Åkerlunds företag Åhlén & Åkerlunds förlag. Där blev hon kontorist då hon anställdes 1908, fortsatte 1921 som inköpschef, blev annonschef 1922 och vice verkställande direktör 1927. När firman Albert Bonnier 1929 inköpte företaget blev hon verkställande direktör, en post som hon innehade fram till 1949.
Hon var ledamot i Åhlén & Åkerlunds förlag 1922–1953.
Hon gifte sig första gången 1917 med författaren Sigge Strömberg (1885–1920), andra gången 1922 med förste marinintendenten och chefen för Konserthuset i Stockholm Sigfrid Ehlin (1883–1932) samt tredje gången 1934–1952 med redaktionssekreteraren Fridulf Rosenborg (1887–1969).
Hon hade sommarbostaden Villa Strandbo med en stor lummig trädgård, som låg vid hamnen i Borgholm, där idag Hotell Strand ligger.
Anna Ehlin-Rosenborg är begravd på Norra begravningsplatsen utanför Stockholm.